# Hiroshi Nagahama
Hiroshi Nagahama (en japonès: 長濱 博史, Hepburn: Hiroshi Nagahama, nascut el 15 de març de 1970) és un animador i director japonès. És sobretot conegut per haver dirigit l'anime Mushishi.

## Carrera
Hiroshi Nagahama va començar la seva carrera als estudis Madhouse com a dissenyador mecànic de The Cockpit, i també va formar part del personal de producció d'Azuki-chan (あずきちゃん, "mongeta vermella") i Cinturó Negre (やわら!, Yawara!). Després de deixar Madhouse Studio, es va convertir en autònom i va treballar en el disseny conceptual de la sèrie Revolutionary Girl Utena. També ha treballat com a guionista i director d'animació de Sexy Commando Gaiden: Sugoiyo! Masaru-san i Ojarumaru. Nagahama ha participat en la producció de Doraemon: Nobita and the Windmasters, Pokémon Heroes, Fruits Basket, Kimi ni Todoke i X-Men. Va dirigir Mushishi, Detroit Metal City, The Flowers of Evil i els molt aclamats vídeos musicals "Downloader" i "Chime" de Hatsune Miku.

## Filmografia

### Com a director
- Jubei-chan 2: Siberia Yagyuu no Gyakushuu (2004)
- Mushishi (2005)
- Detroit Metal City (2009)
- The flowers of evil (2013)
- Mushishi -Next Passage- (2014)
- Mushishi -Next Passage-: Path of Thorns (2014)
- Mushishi -Next Passage-: Bell Droplets (2015)
- The reflection (2017).[9]
- Uzumaki (2024, episodi 1).[10]

Director d'episodis
- Fruits Basket (2001) (episodis 18 i 25)
- Gag Manga Biyori 2 (2006)
- School Rumble (2004) (episodi 3)